# Birger Larsson (musiker)
Birger "Gäddan" Larsson, född 18 augusti 1905 i Katarina församling i Stockholm, död 22 mars 1973 i Bandhagen, var en svensk musiker (gitarr). 
Han spelade bland annat i Nisse Linds Hot-Trio fram till Nisse Linds död 1941.
Birger Larsson är begravd på Sandsborgskyrkogården i Stockholm.

## Filmografi (urval)
- 1934 – Sången till henne – medlem av orkestern på Rondo
- 1935 – Munkbrogreven – gitarristen
- 1938 – Blixt och dunder – gitarristen
- 1940 – Kronans käcka gossar – gitarristen
- 1940 – Karl för sin hatt – gitarristen
- 1940 – Blyge Anton – gitarristen
- 1941 – Nygifta – gitarristen